# Tatiana Poutchek
Tatiana Poutchek (Minsk, 9 de Janeiro de 1979) é uma ex-tenista profissional bielorrussa. Alcançou ou 55º lugar em simples e 25º em duplas nos rankings mundiais. Acumulou 8 títulos de WTA em duplas. O último jogo da carreira foi no final de 2011.
Foi capitã da Bielorrússia na Fed Cup entre 2012 e 2015. Retornou ao cargo em 2019.

## Vida pessoal
Tatiana Poutchek nasceu em Minsk mas também morou em Nova Iorque, em 1994, época que treinava tênis em um clube no bairro do Brooklyn. Filha de Nicolai e Nadedja (falecida em 15 de outubro de 2007) possui uma irmã mais nova chamada Olga. Tatiana autodescreve-se como divertida e calma. Diz admirar Steffi Graf e sonha estar no top 10 do ranking da WTA.

## Títulos
| Legenda               |
| Grand Slam (0)        |
| WTA Championships (0) |
| ITF (23)              |
| WTA Tour (8)          |

### Simples (3)
| Nº | Data             | Torneio     | Quadra        | Adversária da final | Resultado                  |
| 1. | 2 Outubro 2000   | Batumi      | Grama Coberta | Nadejda Ostrovskaya | 4-1, 4-1, 2-4, 1-4, 5-4(4) |
| 2. | 24 Setembro 2001 | Batumi      | Grama         | Nadejda Ostrovskaya | 7-5, 4-6, 6-3              |
| 3. | 3 Maio 2005      | Warsaw Open | Saibro        | Oxana Lyubtsova     | 6-0, 4-6, 6-2              |

### Duplas (26)
| Nº  | Data             | Torneio    | Quadra           | Parceira               | Oponentes                                | Pontuação           |
| 1.  | 13 Outubro 1997  | Siauliai   | Grama Coberta    | Olga Glouschenko       | Vera Zhukovets Nadejda Ostrovaskaya      | 7–5, 6–3            |
| 2.  | 28 Setembro 1998 | Tbilisi    | Saibro           | Olga Glouschenko       | Margalita Chakhnashvili Sophia Managadze | 6-2, 6–4            |
| 3.  | 3 Maio 1999      | Bersebá    | Dura             | Nadejda Ostrovskaya    | Tzipora Obziler Nataly Cahana            | 6-1, 6-4            |
| 4.  | 24 Maio 1999     | Budapeste  | Saibro           | Alice Canepa           | Mariam Ramon Climent Eva Bes             | 6-3, 6-0            |
| 5.  | 5 Julho 1999     | Darmstadt  | Saibro           | Petra Mandula          | Monika Mastalirova Ludmila Richterova    | 6-3, 6-1            |
| 6.  | 25 Outubro 1999  | Minsk      | Grama Coberta    | Marina Stets           | Jana Macurova Gabriela Chmelinova        | 6-4, 6-2            |
| 7.  | 2 Outubro 2000   | Batumi     | Grama Coberta    | Tatiana Perebiynis     | Eva Dyrberg Mariana Diaz-Oliva           | 1-4, 4-2, 4-1, 4-2  |
| 8.  | 24 Setembro 2001 | Batumi     | Grama            | Katalin Marosi-Aracama | Nadejda Ostrovskaya Anastasia Rodionova  | 6-3, 7-6(3)         |
| 9.  | 16 Junho 2002    | Tashkent   | Dura             | Tatiana Perebiynis     | Mia Buric Galina Fokina                  | 7–5, 6–2            |
| 10. | 7 Julho 2003     | Vittel     | Saibro           | Yuliya Beygelzimer     | Libuse Prusova Eva Birnerova             | 6-3, 6-2            |
| 11. | 12 Agosto 2003   | Bronx      | Dura             | Yuliya Beygelzimer     | Selima Sfar Mara Santangelo              | 6-4, 7-5            |
| 12. | 12 Outubro 2003  | Tashkent   | Dura             | Yuliya Beygelzimer     | Li Ting Tian-Tian Sun                    | 6–3, 7–6(0)         |
| 13. | 7 Junho 2004     | Vaduz      | Saibro           | Anastasia Rodionova    | Maria Wolfbrandt Kira Nagy               | 6-3, 6-4            |
| 14. | 29 Março 2005    | Augusta    | Dura             | Anastasia Rodionova    | Rika Fujiwara Saori Obata                | 7-6(3), 6-0         |
| 15. | 5 Abril 2005     | Tunica     | Saibro (Coberta) | Anastasia Rodionova    | Edina Gallovits-Hall Varvara Lepchenko   | 6-2, 6-4            |
| 16. | 2 Agosto 2005    | Washington | Dura             | Olena Antypina         | Yan Zi Jennifer Hopkins                  | 6-4, 6-4            |
| 17. | 15 Novembro 2005 | Tucson     | Dura             | Victoria Azarenka      | Melinda Czink Maria Fernanda Alves       | 4-6, 7-6(3), 6-1    |
| 18. | 8 Maio 2006      | Jounieh    | Saibro           | Anastasiya Yakimova    | Leticia Sobral Maria José Argeri         | 6-4, 7-6(5)         |
| 19. | 8 Outubro 2006   | Tashkent   | Dura             | Victoria Azarenka      | Maria Elena Camerin Emmanuelle Gagliardi | W/O                 |
| 20. | 7 Fevereiro 2007 | Las Vegas  | Dura             | Victoria Azarenka      | Alberta Brianti Maret Ani                | 6-2, 6-4            |
| 21. | 7 Maio 2007      | Jounieh    | Saibro           | Anastasiya Yakimova    | Monica Niculescu Madalina Gojnea         | 7-5, 6-0            |
| 22. | 21 Setembro 2008 | Guangzhou  | Dura             | Mariya Koryttseva      | Tian-Tian Sun Yan Zi                     | 6–4, 4–6, [10–8]    |
| 23. | 20 Setembro 2009 | Guangzhou  | Dura             | Olga Govortsova        | Kimiko Date Tian-Tian Sun                | 3–6, 6–2, [10–8]    |
| 24. | 27 Setembro 2009 | Tashkent   | Dura             | Olga Govortsova        | Vitalia Diatchenko Ekaterina Dzehalevich | 6–2, 6–7(1), [10–8] |
| 25. | 25 Setembro 2010 | Tashkent   | Dura             | Alexandra Panova       | Alexandra Dulgheru Magdaléna Rybáriková  | 6–3, 6–4            |
| 26. | 24 Julho 2011    | Baku       | Dura             | Mariya Koryttseva      | Monica Niculescu Galina Voskoboeva       | 6-3, 2–6, [10–8]    |